# 윌리엄 헤이그

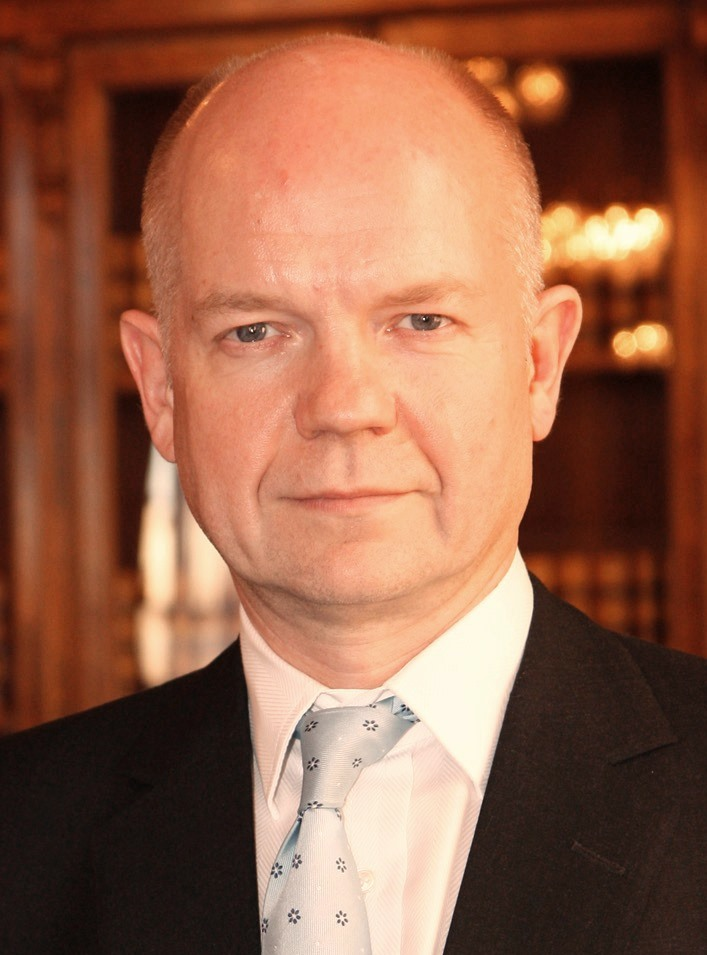
윌리엄 헤이그

윌리엄 제퍼슨 헤이그(William Jefferson Hague, 1961년 3월 26일 ~ )는 영국 보수당 소속 정치인이자 하원 의원이다. 1997년 6월부터 2001년 9월까지 영국 보수당 대표로 있었으며, 전직 데이비드 캐머런 총리 밑에서 영국의 외무장관으로 활동하고 있다.
옥스퍼드 대학교에서 철학, 정치경제학을 배웠으며, 대학 졸업 후 INSEAD에서 MBA 자격을 취득하였다. 1989년 보궐 선거에서 첫 당선되었으며, 1995년 존 메이저 행정부의 웨일스 담당 국무장관 (Secretary of State for Wales) 을 지냈다. 1997년 총선에서 보수당이 노동당에게 패하자 당의 지도자인 메이저는 사임을 표명하였고, 이에 따라 열린 영국 보수당 대표 선거에서 헤이그는, 케네스 클라크 (Kenneth Clarke), 마이클 하워드 (Michael Howard) 같은 힘있는 정치인들을 물리치고 보수당 총재에 당선되었다.
2001년 총선에서 보수당이 다시 패하자 헤이그는 그 책임을 지고 사임하였고, 헤이그는 1920년대 초의 오스틴 체임벌린 이래 처음으로 총리가 되지 못한 보수당 지도자가 되었다.
2005년 총선에서 보수당은 또 다시 패배해 당 대표가 사임하였다. 사임 이후 열린 선거에서 헤이그는 데이비드 캐머런을 지지했으며, 대표 선거 결과 캐머런이 당선되었다. 보수당이 제1당으로 올라선 2010년 총선 이후, 자유민주당과의 정부 협의에서 당의 협상단을 대표했으며, 보수당과 자유민주당의 연립 정권이 출범함에 따라 헤이그는 캐머런 행정부에서 외무장관에 임명되었다.